# Phinehas
Phinehas is een Amerikaanse metalcoreband afkomstig uit Los Angeles, Californië.

## Biografie
De band werd opgericht in 2001 en was jarenlang actief in het lokale circuit. Op 15 december 2009 bracht de band een EP genaamd Phinehas uit. De band vertrok ter promotie op een tien-daagse toer, waarna men begon te werken aan hun debuutalbum. Na een lange zoektocht tekende de band uiteindelijk in 2011 voor Red Cord Records, waar de band op 30 september 2011 haar debuutalbum Thegodmachine uitbracht. De band toerde de rest van het jaar intensief en deelde het podium met onder andere P.O.D., For Today, Living Sacrifice en Close Your Eyes.
Op 17 februari 2015 kondigde de band aan dat ze voor hun derde album een contract hadden getekend bij Artery Recordings. Dit album zou Till the End gaan heten en werd uitgebracht op 10 juli 2015. Meer dan een jaar later, op 16 december 2016, bracht de band de EP  Fight Through the Night uit. De EP bevatte onder andere een gastoptreden van Garrett Russell van Silent Planet. Begin 2017 kondigde drummer Lee Humerian zijn vertrek aan. Hij zou op 21 januari voor het laatst op het podium staan met de band. Die lente trad de band op in het voorprogramma van ERRA. Het vierde album van de band, Dark Flag, werd op 17 november 2017 uitgebracht. Ex-bandlid Humerian verzorgde de drums voor het album.
Op 18 april 2018 werd bekendgemaakt dat Isaiah Perez, die eerder al als vervanger van Humerian met de band toerde, definitief tot de band was toegetreden. Die zomer toerde de band als voorprogramma van Within the Ruins door de Verenigde Staten. In de lente van 2019 stond de band in het voorprogramma van As I Lay Dying.

## Bezetting
| Huidige formatie - Sean McCulloch – leidende vocalen (2007–heden), drums (2017–2018) - Bryce Kelly – bas (2012–heden) - Daniel Gailey – gitaar (2014–heden) - Isaiah Perez – drums (2018–heden) | Voormalige leden - Lee Humarian – drums, achtergrondvocalen (2008–2017) - Glenn Gizzi – leidende gitaar, achtergrondvocalen (2001–2010) - Scotty Whelan – slaggitaar, achtergrondvocalen (2006–2011, daarna gitarist voor Haste the Day) - Ryan Estrada – bas (2006–2012) - Jason Combs – leidende gitaar (2010–2014) - Dustin Saunders – slaggitaar (2011–2012) - Michael Angelo Ruffino – slaggitaar (2001–2007) - Matt Yriarte – vocalen (2003–2007) - Phil Killpatrick – gitaar (2001–2005) - Michael Kevin Killpatrick – drums, gitaar (2001–2007) |

Tijdlijn

## Discografie
Studioalbums
- 2011 - Thegodmachine
- 2013 - The Last Word Is Yours to Speak
- 2015 - Till the End
- 2017 - Dark Flag
- 2021 - The fire itself

Ep's
- 2009 - Phinehas
- 2013 - The Bridge Between
- 2016 - Fight Through the Night